# Tracey E. Bregman
Tracey E. Bregman (ur. 29 maja 1963 w Monachium) – amerykańska aktorka występująca głównie w serialach telewizyjnych.

## Życiorys
Urodziła się w Monachium w rodzinie amerykańskiego aranżera, dyrygenta i reżysera telewizyjnego Buddy’ego Bregmana oraz kanadyjskiej aktorki Suzanne Lloyd. Do dziesiątego roku życia mieszkała w Wielkiej Brytanii, nieoczekiwanie jej rodzina przeniosła się do Kalifornii. W wieku jedenastu lat występowała na scenie. Mając piętnaście lat trafiła na mały ekran w telewizyjnej komedii romantycznej ABC Trzy na randce (Three on a Date, 1978) u boku Loni Anderson i Ricky’ego Nelsona. Niedługo potem zwróciła na siebie uwagę w roli niespokojnej nastolatki Donny Temple Craig w operze mydlanej NBC Dni naszego życia (Days of Our Lives, 1978–1980), za którą została uhonorowana nagrodą Soapy (1979) i Nagrodę Młodych Artystów (1980). Pojawiła się jako pełna tajemnic Ann Thomerson w kultowym slasherze Upiorne urodziny (Happy Birthday to Me, 1981) w reżyserii J. Lee Thompsona. Potem wystąpiła w roli Lauren Fenmore, właścicielki domu towarowego CEO Fenmore, partnerki w Glow By Jabot Boutique, która poprzednio pracowała w Spectra Fashion i Forrester Creations w dwóch operach mydlanych CBS: Żar młodości (The Young and the Restless, 1983–1995, od 2000) i Moda na sukces (The Bold and the Beautiful, 1992–1999, 2002, 2004 i 2007), a za tę postacie odebrała w 1984 roku Nagrodę Młodych Artystów oraz w 1985 roku otrzymała nagrodę Daytime Emmy.

### Życie prywatne
5 grudnia 1987 roku poślubiła agenta nieruchomości Ronalda Rechta. Mają dwóch synów: Austina (ur. 18 marca 1991 w Los Angeles) i Landona (ur. 1996). Bregman ma dwie pasierbice – Emily i Lindsay, córki jej męża z poprzedniego małżeństwa. Zamieszkali w Malibu w stanie Kalifornia. Para rozwiodła się w 2010 roku.

## Filmografia

### Filmy wideo
- 1983: Wesoły domek (The Funny Farm) jako Amy Lowell
- 1982: Betonowa dżungla (The Concrete Jungle) jako Elizabeth
- 1981: Upiorne urodziny (Happy Birthday to Me) jako Ann Thomerson

### Filmy TV
- 2000: Cudowna przemiana (Sex & Mrs. X) jako Katherine
- 1978: Trzy na randce (Three on a Date)

### Seriale TV
- 2010: Żar młodości (The Young and the Restless) jako Sarah Smythe
- 2007: Moda na sukces (The Bold and the Beautiful) jako Lauren Fenmore
- 2002-: Żar młodości (The Young and the Restless) jako Lauren Fenmore
- 2002–2004: Moda na sukces (The Bold and the Beautiful) jako Lauren Fenmore
- 2000: Żar młodości (The Young and the Restless) jako Lauren Fenmore
- 1995–1999: Moda na sukces (The Bold and the Beautiful) jako Lauren Fenmore
- 1993: Żar młodości (The Young and the Restless) jako Lauren Fenmore
- 1992: Moda na sukces (The Bold and the Beautiful) jako Lauren Fenmore
- 1988: Żar młodości (The Young and the Restless) jako Lauren Fenmore
- 1985: Żar młodości (The Young and the Restless) jako Lauren Fenmore
- 1982: Sława (Fame) jako Jenny McClain
- 1982: Statek miłości (The Love Boat) jako Trish Carruthers
- 1982: Kozioł ofiarny (The Fall Guy) jako Carrie Stanford
- 1980: The Littlest Hobo jako Jib
- 1979: ABC Specjalny Weekend (ABC Weekend Specials) jako Jill
- 1978–1980: Dni naszego życia (Days of Our Lives) jako Donna Temple Craig